# Lachaussée-du-Bois-d'Écu
Lachaussée-du-Bois-d'Écu is een gemeente in het Franse departement Oise (regio Hauts-de-France) en telt 166 inwoners (1999). De plaats maakt deel uit van het arrondissement Beauvais.

## Geografie
De oppervlakte van Lachaussée-du-Bois-d'Écu bedraagt 6,0 km², de bevolkingsdichtheid is 27,7 inwoners per km².
De onderstaande kaart toont de ligging van Lachaussée-du-Bois-d'Écu met de belangrijkste infrastructuur en aangrenzende gemeenten.

## Demografie
Onderstaande figuur toont het verloop van het inwonertal (bron: INSEE-tellingen).
1. ↑  Populations de référence 2022.